# Broadford (County Clare)
Broadford (Iers: Áth Leathan) is een dorp in County Clare in Ierland. Het dorp dankt zijn naam aan een brede voorde in de Glenomrarivier (of Broadfordrivier). Het ligt aan de van oost naar west lopende R466, de weg die de verbinding vormt met O'Callaghans Mills en O'Briensbridge, en aan de van noord naar zuid lopende R465 tussen Parkroe (Ardnacrusha) en Bodyke.
Broadford is deel van de katholieke parochie Broadford in het Bisdom Killaloe. In het dorp staat de St. Pieterskerk uit 1836.
Een voorloper van de lagere school werd in 1836 gebouwd aan de Fair Green. In een later stadium is daar een nieuwe school gebouwd die in gebruik was tot de verhuizing naar de zuidzijde van het dorp. In 2018 is op die locatie, aan Ardskeagh road, een nieuw gebouw in gebruik genomen. De lagere school heeft Broadford GAA als buurman. De club, die hurling, camogie en Gaelic handball speelt, heeft zijn stadion aan de andere zijde van de weg.
Het dorp telt verdere meerdere pubs, winkels en bedrijven.